# Burg Ehrenburg

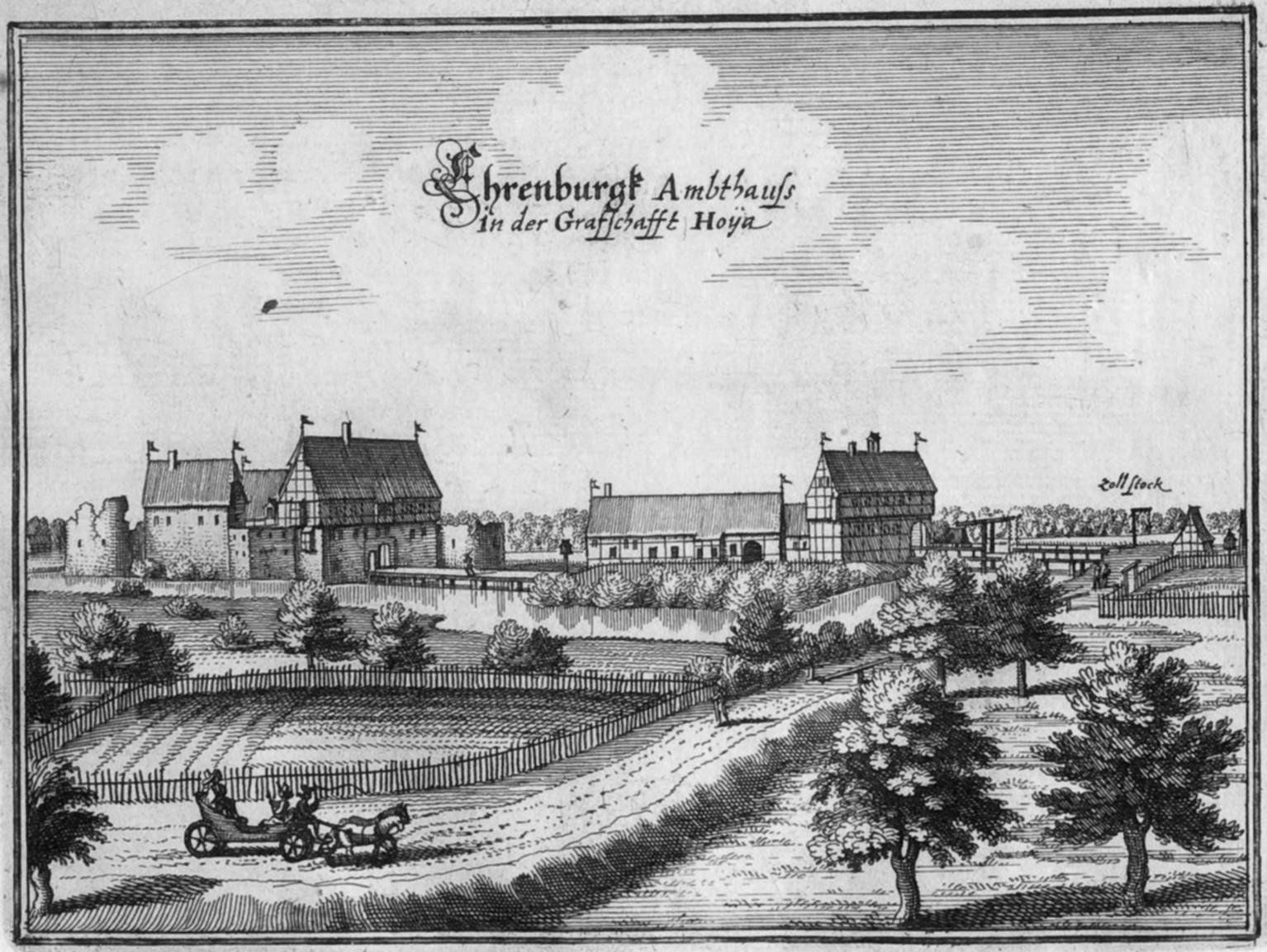
Merian-Stich um 1654

Die Burg Ehrenburg ist eine abgegangene Burg beim gleichnamigen Ort Ehrenburg im Landkreis Diepholz in Niedersachsen. 

## Beschreibung

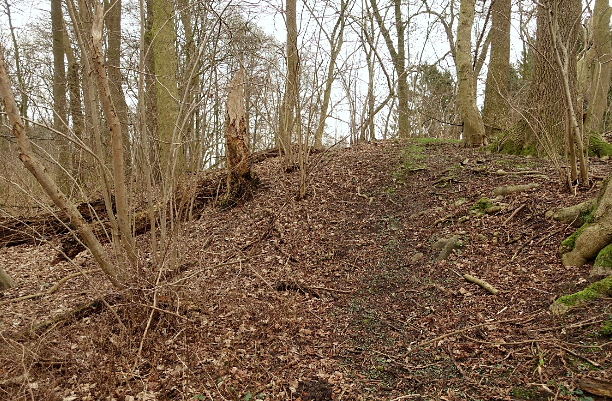
Wallrest auf der Hauptburg

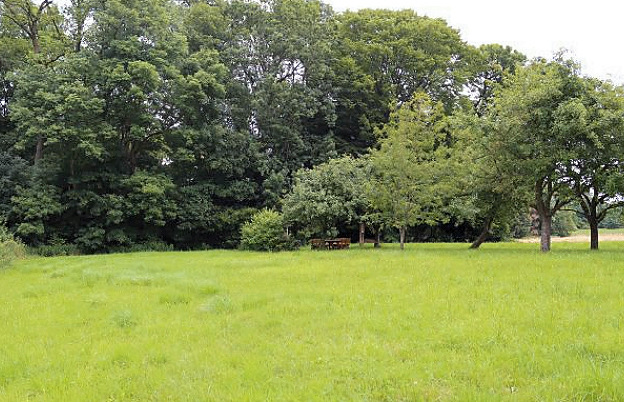
Blick über das frühere Gelände der Vorburg auf das bewaldete Areal der Hauptburg

Die Beschreibung der Burganlage basiert im Wesentlichen auf einem Merian-Kupferstich um 1654. Demnach bestand sie aus einer Hauptburg und einer Vorburg. Um die gesamte Anlage führte ein Burggraben, der vom vorbeifließenden Kuhbach gespeist wurde. Der Graben trennte auch die Vorburg von der Hauptburg. Darüber hinaus war die Anlage im Westen und im Norden durch moorigen Untergrund geschützt. 
Der Hügel der Hauptburg hat die Ausmaße von ca. 55 × 80 Meter. Er ist bis zu drei Meter aufgeschüttet worden. Die darauf befindliche vierflüglige Burganlage hatte eine Größe 50 × 52 Meter. Sie bestand aus drei Gebäuden, zwei dreiviertelrunden Schalentürmen und einem Stück Ringmauer. Im Südflügel befand sich das Tor mit Brücke über den Graben. Gebäudeteile auf dem heute bewaldeten Burghügel haben sich nicht erhalten. Auf ihm finden sich noch Fundamentreste aus Bruchsteinen und Bauschutt der früheren Bauten.
Die Vorburg bestand aus einem Torgebäude in Fachwerk und zwei Wirtschaftsbauten. Über den Graben führte eine Zugbrücke. Die Gebäude der Vorburg sind ebenfalls nicht mehr erhalten. Ihr Areal wurde im 19. Jahrhundert planiert und ist heute ein parkartiges Wiesengelände, das mit einer Baumreihe bepflanzt ist.

## Geschichte
Die Burg wurde laut Matthäus Merian 1346 von den Grafen von Hoya gegen die Mindener Bischöfe befestigt. 1427 wurde die Burg erstmals erwähnt. Bei ihrer Verpfändung 1507 wird die Burg als Amtssitz bezeichnet. Mit ihr konnte die Straße zwischen Nienburg und Vechta kontrolliert werden. Zwischen 1512 und 1526 war die Burg durch das Herzogtum Braunschweig-Lüneburg besetzt. Während der Hildesheimer Stiftsfehde von 1519 bis 1523 wurde sie zerstört. Ab 1546 erfolgte der Wiederaufbau zur Festung an der Grenze zum Niederstift Münster. Danach war sie verpfändet, zuerst an die Herren von Saldern und ab 1588 an die von Münchhausen. Im Dreißigjährigen Krieg soll die Burg von kaiserlichen Truppen zerstört worden sein. Nach dem Krieg war sie verfallen. Ihre Reste wurden in Fachwerkbauten eines Amtssitzes einbezogen, der an gleicher Stelle entstand. Als der Amtssitz 1740 auf das Gelände einer 500 Meter weiter westlich gelegenen Domäne verlegt wurde, verfielen die Gebäude.